# Räden mot Baltischport
Räden mot Baltischport, eller Räden mot Rågervik, var en svensk framgångsrik militäroperation mot Baltischport den 17 mars 1790 under Gustav III:s ryska krig.

## Bakgrund
De svenska och ryska flottorna låg i vinterkvarter sedan hösten 1789, men den svenska flottan i Karlskrona ställdes redan i februari 1790 i ordning. Sjöexpeditionen inom Krigsexpeditionen hade genom Carl Lagerbring den 12 februari 1790 beordrat Olof Rudolf Cederström till Karlskrona:
| ” | Som Herr Barons och Capitainens närvaro uti Carlscrona nu mera blifver för Kongl. M:ts och Rikets tjenst nödvändig har jag fådt H:s Kgl. M:ts Nådiga befallning att Herr Baron och Capitainen tillkännagifva det Kgl. M:ts Nådiga vilja är att Herr Baron och Capitainen utan uppehåll sig dit begifver; lärande Herr Baronen vid dess ankomst till dess station blifva mera nögd än ledsen åt denna hastiga resa. | „ |

Vid ankomsten fick Cederström befälet över fregatterna Jarramas och Ulla Fersen samt kutterbriggen Husaren. Redan den 4 mars avseglade eskadern från Karlskrona med förseglade order från Gustav III. Dessa order skulle inte öppnas förrän man passerat Ölands södra udde. Man skulle även passera Slite och där beordra skonerten Kossacken att följa med på expeditionen.

## Ordern
Kungens order av den 12 februari 1790 var indelad i sju punkter;
1. Cederström ges befälet över de medföljande fartygen
2. Skyndsamt segla till Finska viken, och då man passerar Hangö efterfråga fänriken Escholin som skall verka som lots.
3. Därefter skyndsamt segla till Rågersvik där det skall finnas 10-12 mindre krigsfartyg. Dessa fartyg skall eskadern försöka förstöra genom bombardemang och uppbränning.
4. För det fall fregatter syns på Revals redd så skall man endast med försiktighet och goda västliga vindar försöka sig på strid. Man skall dessutom tillse att dessa inte hindrar en reträtt till Hangö. Därefter skall eskadern återsegla till Karlskrona.
5. Skulle fartygen skadas under resan och behöva uppsöka svensk hamn, skall dess destination eller syfte hållas strängt hemligt.
6. Besättningens hälsa ska premieras med extra mat- och dryckesransoner. Besättningen skall även ges monetära belöningar för de fall de utmärker sig i striden.
7. Om Cederströms efter expeditionen kan uträtta annat i Reval eller i Hapsal är han fri att utföra detta.

## Attacken

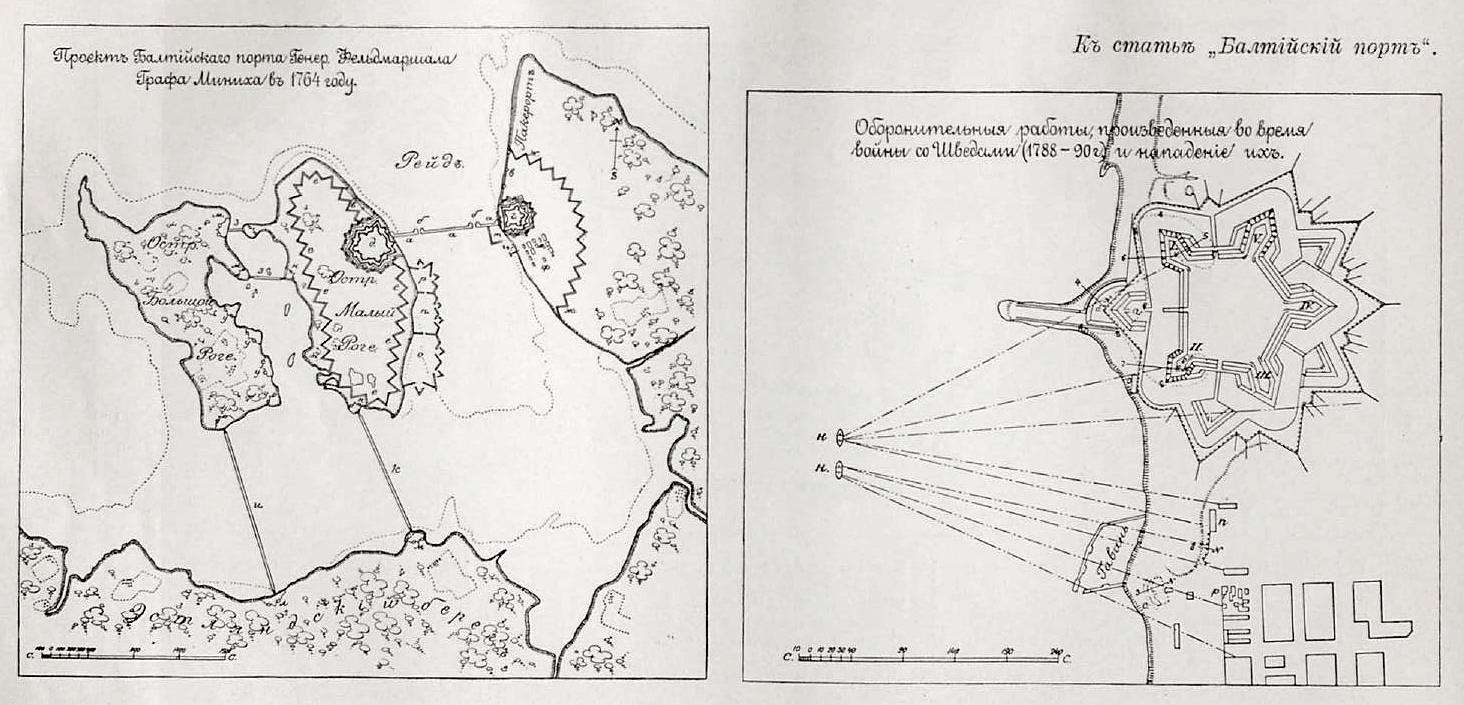
Karta över Baltischport.

Den 17 mars anlände Cederström med Ulla Fersen och Jarramas till Rågersviks redd under holländsk flagg, och de ankrade. Man noterade att de krigsfartyg som skulle finnas i hamnen inte var där, och man beslutade sig för att istället anfalla fästningen. Man hissade svensk flagg och påbörjade beskjutningen av fästningen, samtidigt som 110 man landsattes. Landstyrkan kommenderades av löjtnant Henrik Otto Pettersén och fänrikarna Ludvig Johan Escholin och Luigi Arcovito. Dessa stormade och intog fästningen som innehöll ca 450 ryska soldater, och då ryssarnas motattack misslyckades anhöll den ryske kommendanten om kapitulation.
Kapitulationen beviljades av Cederströms på villkor att
- Staden skulle betala en brandskatt om 4000 rubel, vilket kommendanten skrev ut en växel på.
- Ryssarna skulle själva antända stadens magasin; detta förstörde 54000 tunnor proviant (säd, mjöl och gryn)
- 400 master skulle brännas upp
- Skeppsvirket på platsen skulle förstöras
- Kläder, ammunition samt skeppsartiklar skulle förstöras
- Kruthuset skulle förstöras
- Allt krut skulle oskadliggöras
- Samtliga kanoner (49) skulle förstöras genom förnagling.

Totalt beräknades detta uppgå till ett värde av 1 miljon riksdaler.
Cederströms skriver själv i sin redogörelse:
| ” | Ett Magazin med 54.000 tunnor miöl, Gryn och Spannemål samt 400 mastspiror, timmer och Balkar, tilhuggne att bygga Canon Pråmar och Bombkitsar, blefvo itända och upbrände. Där fants aldeles inga armerade Skepp eller Ryssen tilhörige fartyg, utom 2:ne små Galeaser men de lågo emellan några Danska och Holländska Skepp, isen var i möljan och en fierdedels mil utom, så man ej kunde få dem ut, således lämnades de, på det ingen ärsättning skulle kunna begäras för de andra Skeppen som posetivt råkat i brand om vi antänt dem. Under det Fendrick Escolin var i land, träffade han på et masquerat Batteri af 8 nya tolfpundie Canoner som voro öfverhölgde med ris, han förnaglade dem genast; han har visat dessutom så mycken nit, drift och oegennyttighet för Eders Kongl: Maje:ts Tjenst och nytta at jag vågar i underdånighet recommendera honom i Eders Kongl: Majs:ts Nådiga Hogkomst om Belöning. | „ |

## Efter räden
Den 19 mars skriver Cederström till generalen Johan August Meijerfeldt;
| ” | Onsdags Förmiddag d: 17. Martii, ankrade med Fregatterne Jarramas och Ulla Fersen utanför Rogervik, giorde landstigning, Bestormade Hufvud Fästningen, förnaglade 49. grofva Canoner, Satte eld på alla Keisarinnnans magaziner, hvilka voro Fournerade med ammunition, Skepps utredningar och 54.000 tunnor, flere sorter Proviant, Östra sidan af Staden tog genom Blåsten eld. Fåt en Sedel af Commendanten på 4.000 Roubler i Brandskatt; inga armerade Fartyg fants. I Skumningen nödgades kapa tåget och lofvera oss ut på Redden. Torsdags morgon lyfte igen, arbetade oss ut och ankrade Fredags morgon kl: 8 på Hangö Redd, hvar jag mötte Cutterbriggen Hussar och Skonerten Cossaquen, ärnar med första god vind Segla. Kongl: Majs:ts Fregatte Jarramas til ankars på Hangö Redd d: 19 Martii 1790. | „ |

### Utmärkelser[2]
Efter räden erhöll följande personer utmärkelser:
- Cederström befordrades till major och utnämndes till riddare av Svärdsorden
- Löjtnant Henrik Otto Pettersén utnämndes till riddare av Svärdsorden
- Fänrikarna Ludvig Johan Escholin och Luigi Arcovito befordrades till löjtnanter
- Fänrikarna Johan Gustaf Weisberner, Gustaf Lilljeqvist, Olsson och Norstedt fick hedersvärjor.
- Arklimästare Peter Lillja fick medaljen För tapperhet till sjöss för sina insatser.
- Regementskvartermästare Johan Erik Callerström vid Kalmar regemente tilldelades Distinktionstecknet för tapperhet till sjöss